# Gastronomía de Yibuti

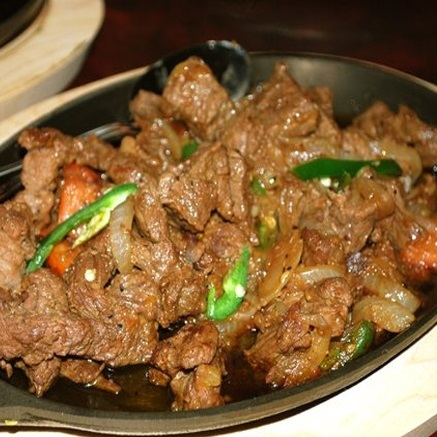
Dromedario en un restaurante en Yibuti.

La gastronomía de Yibuti es una mezcla de varias influencias: somalí, afar, yemení y francesa, con algunas influencias culinarias adicionales del sur de Asia (especialmente de la India). Los platos locales se preparan comúnmente con una variedad de especias propias de Oriente Medio, que van desde el azafrán hasta la canela. El pescado yemení a la parrilla, abierto por la mitad y a menudo cocinado en hornos de estilo tandoori, se considera un manjar local. Los platos picantes vienen en muchas variaciones, desde el tradicional fah-fah (estofado de carne de cabra con verduras y chiles verdes), la sopa yibutí (sopa de carne hervida con picante) o el yetakelt wet (estofado de verduras varias con picante). 
El Xalwo (pronunciado /halwo/) o halva es un dulce popular que se come en ocasiones festivas, como celebraciones de Eid o recepciones de bodas. La halva está hecha de azúcar, almidón de maíz, polvo de cardamomo, polvo de nuez moscada y ghee. A veces se agregan cacahuetes para mejorar la textura y el sabor. Después de las comidas, los hogares se perfuman tradicionalmente con incienso (cuunsi) u olíbano (lubaan), que se prepara dentro de un quemador de incienso denominado dabqaad. 